# 汐風 (駆逐艦)
| 汐風と金剛      | |
| 艦歴            | |
| 計画            | 1917年度（八四艦隊案） |
| 起工            | 1920年5月15日 |
| 進水            | 1920年10月22日 |
| 竣工            | 1921年7月29日 |
| 除籍            | 1945年10月5日 |
| その後          | 1945年12月1日特別輸送艦指定 福島県・小名浜港の防波堤 |
| 要目            | |
| 排水量          | 基準：1,215トン 公試：1,345トン |
| 全長            | 102.6メートル |
| 全幅            | 8.92メートル |
| 吃水            | 2.79メートル |
| 機関            | ロ号艦本式缶4基 パーソンズ式タービン2基2軸 38,500馬力 |
| 速力            | 39ノット |
| 航続距離        | 14ノットで3,600カイリ |
| 燃料            | 重油：395トン |
| 乗員            | 154名 |
| 兵装            | 新造時 45口径三年式単装砲 4門 6.5mm単装機銃 2挺 53.3cm連装魚雷発射管 3基6門 （魚雷8本） 一号機雷 16個 最終時 45口径三年式12cm単装砲 1門 九六式25mm連装機銃 6基12門 13mm単装機銃 8挺 回天 4基 |
| 電探 （最終時） | 22号 1基 13号 1基 |

汐風（しおかぜ/しほかぜ）は、日本海軍の駆逐艦。峯風型の8番艦である。艦名は海上や海岸近くで吹く塩気を含んだ風を意味するとされるが、1928年(昭和3年)の資料では｢海より吹き来る風｣が由来とされている。

## 艦歴
1917年、大正6年度計画（八四艦隊案）により計画され、舞鶴海軍工廠で、1920年5月15日に起工。1920年10月22日に進水。1921年7月29日に竣工した。竣工と同時に一等駆逐艦に類別され、横須賀鎮守府籍となる。
12月5日、第3駆逐隊に編入。
1922年12月1日、第3駆逐隊は、第二艦隊第二水雷戦隊指揮下となる。
1923年12月1日、第3駆逐隊は横須賀鎮守府予備艦となる。
1925年12月1日、第3駆逐隊は再度第二艦隊第二水雷戦隊指揮下となる。
1926年12月1日、第3駆逐隊は横須賀鎮守府予備艦となる。
1928年3月9日1100、横須賀湾にて魚雷発射訓練中、速力試験中の伊21と衝突事故を起こして損傷。横須賀に戻って修理を受ける。
1930年12月1日、第3駆逐隊は大湊要港部部隊指揮下となる。
1932年12月1日、第3駆逐隊は横須賀鎮守府部隊指揮下となる。
1933年12月11日、第3駆逐隊は横須賀鎮守府横須賀警備戦隊に編入。
1934年11月15日、第3駆逐隊は馬公要港部部隊に編入。
1935年11月15日、第3駆逐隊は横須賀鎮守府横須賀警備戦隊に編入。
1937年から始まった日中戦争に参加し、華南の沿岸作戦に参加。9月1日、第3駆逐隊は第三艦隊第三水雷戦隊指揮下となる。
12月1日、第3駆逐隊は第四艦隊第五水雷戦隊指揮下となる。
1938年12月15日、第3駆逐隊は解隊され、汐風は横須賀鎮守府部隊指揮下となる。
1940年2月3日、汐風は横須賀鎮守府予備艦となる。
10月15日、姉妹艦の夕風、帆風と共に再度第3駆逐隊を編成。
11月15日、第3駆逐隊は第一艦隊第一航空戦隊指揮下となり、トンボ釣りに従事する。
1941年4月10日、第3駆逐隊(汐風、帆風)は第一航空艦隊第四航空戦隊指揮下となる。
大東亜戦争開戦時、汐風は第一航空艦隊第四航空戦隊第3駆逐隊に所属。11月29日、汐風は空母龍驤を護衛して佐世保を出港し、12月5日にパラオに到着。以降は龍驤と行動を共にする。1942年1月10日、第3駆逐隊の解隊に伴い、汐風は第四航空戦隊付属となる。
3月2日、ビリトン島南方80浬地点付近で、汐風は松風と共にオランダ海軍の掃海艇エンデ（Endeh）を撃沈した。4月10日、汐風は第五艦隊付属となる。
13日、重巡洋艦鳥海を護衛して昭南(シンガポール)を出港し、23日に横須賀に到着した。
その後、汐風はアリューシャン攻略作戦（AL作戦）に参加するため大湊に移動。以降特設水上機母艦君川丸の護衛を行った。7月3日、君川丸がアガッツ島沖で爆撃を受けて損傷したため、修理を受けるべく内地へ戻る同船を横須賀まで護衛した。2隻は14日に横須賀に到着。君川丸はここで汐風と別れ、修理を受けるべく横浜に向かった。
その後、汐風は千島列島に向かう輸送船団を護衛した後舞鶴に移動。その後舞鶴を出港し、南方で船団護衛に従事する。10月1日、汐風は第一海上護衛隊に編入された。
その後も南方での船団護衛に従事するが、1943年1月18日に一旦横須賀に戻って整備を受けた後、再び南方での船団護衛に従事する。
9月10日1700、汐風は基隆行きの第195船団を護衛して門司を出港する。しかし、9月13日0206、北緯30度06分 東経123度33分 / 北緯30.100度 東経123.550度の舟山群島東福山島東方77km地点付近を航行中、船団は米潜水艦スヌーク(USS Snook, SS-279)の雷撃を受ける。船団前列を航行中の陸軍輸送船大和丸（日本郵船、9,655トン）の左舷2番船倉に魚雷1本が命中し、0300に沈没する。汐風はスヌークへ向けて爆雷攻撃を実施するが、取り逃がしてしまう。9月17日、船団は基隆に到着する。
24日、輸送船11隻で編成された第206船団を駆逐艦栗と共に護衛して馬公を出港。26日、栗が船団から分離するが、汐風は門司まで船団を護衛する。
10月3日1000、特設運送船(給油船)紀洋丸（浅野物産、7,251トン）、陸軍輸送船ころんびあ丸（三菱汽船、5,617トン）、陸軍工作船民領丸（辰馬汽船、2,224トン）等輸送船12隻で編成された第103船団を、佐世保から出港した汐風は駆逐艦朝顔とともに護衛して門司を出港。船団は2つに分けられ、先行する船団を朝顔が、後発する船団を汐風がそれぞれ護衛した。朝顔が護衛する船団は7日2015に、汐風が護衛する船団は8日にそれぞれ馬公に到着した。その後、汐風は単独で門司に戻った。
10日1505、汐風は貨客船帝海丸（帝国船舶所有/三井船舶運航、7,691トン/元独船Fulda）、陸軍輸送船志かご丸（大阪商船、6,182トン）、特設運送船(給油船)さんらもん丸（三菱汽船、7,309トン）、海軍徴用船日営丸（三菱汽船、2,436トン）、1K型戦時標準貨物船玉嶺丸（東亜海運、5,588トン）等輸送船10隻からなる高雄行きの第105船団を単独で護衛して門司を出港。しかし、10月14日未明、北緯24度30分 東経120度28分 / 北緯24.500度 東経120.467度の台湾彰化沖を航行中、船団は米潜水艦タリビー(USS Tullibee, SS-284)
に発見される。船団はタリビーに追跡され、翌15日0110、北緯24度30分 東経120度28分 / 北緯24.500度 東経120.467度の塩水港沖にいたったところでタリビーの雷撃を受ける。魚雷1本が志かご丸の左舷機関室に命中し、0151に沈没した。さんらもん丸、日営丸、玉嶺丸が志かご丸の生存者を救助する。船団は同日に高雄に到着した。
24日1650、汐風は貨客船加茂丸（日本郵船、8,524トン）、貨客船富士丸（日本郵船、9,138トン）、貨客船鴨緑丸（大阪商船、7,362トン）で編成された門司行きのマ08船団を護衛して基隆を出港。
しかし、27日未明、北緯28度25分 東経128度02分 / 北緯28.417度 東経128.033度の奄美大島久慈湾西方108km地点付近を航行中、船団は米潜水艦グレイバック(USS Grayback, SS-208)、シャード(USS Shad, SS-235)のウルフパックに発見される。0027、加茂丸の船首にシャードの魚雷1本が命中し、沈み始める。0140に船体放棄がされた加茂丸は0210に沈下が止まった。0620、停止して加茂丸から脱出した乗船者達の救助作業をしていた富士丸にグレイバックの魚雷が左舷船尾と左舷4番船倉に命中し、0650に沈没した。
鴨緑丸は富士丸の生存者の救助を終えて避退した後、進路を戻して航行を開始。汐風は引き続き救助を行った。しかし、1225にグレイバックの魚雷が鴨緑丸に命中。魚雷は不発だったが、汐風は作業を打ち切った。28日2000、汐風と鴨緑丸は門司に到着した。
一方、救助されなかった漂流者達や加茂丸乗船者達は未だ浮いている加茂丸に戻って応急修理を行い、27日2230に沈没を防ぐべく久慈湾に座礁。後に復帰した。
12月13日、汐風は1TM型戦時標準タンカーさらわく丸（三菱汽船、5,135トン）、特設運送船(給油船)第二小倉丸（日本石油、7,311トン）、応急タンカー第3伏見丸（増田合名所有/三井船舶運航、4,292トン）、貨物船ばたびあ丸（大阪商船、4,393トン）、1K型戦時標準貨物船日鈴丸（日産汽船、5,396トン）、特設運送船広田丸（日本郵船、2,922トン）等輸送船15隻で編成された高雄行きの第121船団を第33号掃海艇とともに護衛して門司を出港。しかし、17日夜、沖縄本島南方洋上を航行中、船団は米潜水艦アスプロ(USS Aspro, SS-309)に発見される。2226、北緯24度10分 東経124度40分 / 北緯24.167度 東経124.667度の地点でアスプロは大型タンカーとそれに隣接して航行している貨物船へ向けて艦尾発射管から魚雷を発射。魚雷2本は日鈴丸に向かってきたが、同船は回避に成功。しかし、さらわく丸ほかタンカー1隻に魚雷1本ずつが命中し、どちらも損傷した。汐風は爆雷20発を投下するも、アスプロを取り逃がしてしまう。20日、船団は高雄に到着する。
1944年2月16日、汐風はタンカー黒潮丸（東和汽船、10,518トン）、陸軍特殊船玉津丸（大阪商船、9,845トン）、特設運送船(給油船)建川丸（川崎汽船、10,090トン）等輸送船7隻で編成されたヒ45船団を海防艦三宅と共に護衛して門司を出港。19日朝、味方航空機が船団上空を飛行して哨戒を行う。夕方、高雄へ向け北上中のヒ40船団が米潜ジャック(USS Jack, SS-259)の攻撃を受けたとの連絡が入る。汐風は船団から分離し、ヒ40船団の護衛に向かう。ヒ40船団を護衛中の20日、ヒ45船団は高雄に到着し、水雷艇隼を加えて21日に出港する。ヒ40船団では何事もなく、23日に汐風はヒ45船団に合流する。同日、玉津丸が隼と共に船団から分離し、マニラへと向かう。27日1700、船団は昭南に到着。汐風は三宅と共にジョホール海峡を通過してセレター軍港に入港した。一方、汐風が護衛から外れた後のヒ40船団は、24日に米潜グレイバックの攻撃を受けて壊滅する。
3月15日、汐風は輸送船13隻で編成されたヒ50船団を海防艦佐渡と共に護衛して昭南を出港。18日、船団はサンジャックに到着し、20日に出港。24日にマニラに到着し、27日に出港。30日に高雄に到着し、4月1日に出港。2日に馬公に寄港し、4日に出港。8日に門司に到着した。
10月17日1900、空襲警報が発令されたため、汐風はマニラからミリへ向け退避する輸送船団を特設砲艦華山丸（東亜海運、2,103トン）、第21号駆潜艇、水雷艇鵯と共に護衛してマニラを出港。しかし、18日朝、北緯14度04分 東経119度52分 / 北緯14.067度 東経119.867度のルバング島北西25キロ地点付近を航行中、船団は米潜ブルーギル(USS Bluegill, SS-242)に発見される。0716、ブルーギルは最初の目標と二番目の目標へ向け魚雷3本ずつを発射。魚雷1本が陸軍輸送船あらびあ丸（大阪商船、9,480トン）の右舷4番船倉と機関室の間に命中し、同船は航行不能となる。また、魚雷1本が陸軍輸送船鎮西丸（北海船舶、1,999トン）に命中し、同船は沈没した。あらびあ丸の救援を第21号駆潜艇が行う。0938に特設監視艇八鉱丸（東北興業、150トン）が、1140に第104号哨戒艇が到着し救援を行う。1208、ブルーギルは朝の攻撃で損傷した7,500トン輸送船ことあらびあ丸と、新たな目標に対して魚雷6本を発射。あらびあ丸の左舷船首と左舷2番船倉に1本ずつが命中し、あらびあ丸は右舷に20度ほど傾斜。1228に横転し沈没した。八鉱丸と104号哨戒艇は反転し、1500にマニラに到着した。2015、ブルーギルは未だ浮いていたあらびあ丸、実際には船団に加わっていた陸軍輸送船白鹿丸（辰馬汽船、8,152トン）へ向け魚雷3本を発射。うち2本が白鹿丸の左舷3番船倉と左舷バンカーハッチに命中し、同船は沈没した。翌19日0600、21号駆潜艇が反転しマニラへ向かう。船団は20日にバキット湾に到着し、21日に出港。24日にガヤ湾に到着し、同地で哨104船団となる。26日に出港した船団は、見張りのしにくい夜間航行を避け、同日にラブアン、翌27日にブルネイ沖で停泊。28日1650にミリに到着した。
12月10日、第一海上護衛隊は第一護衛艦隊に改編される。
26日、汐風は第五艦隊第31戦隊第30駆逐隊に編入される。
1945年1月10日、第30駆逐隊は解隊され、汐風は名目上の第30駆逐艦配備となる。
13日、汐風は佐世保を出港し、左営に寄港した後、フィリピンからの搭乗員救出（パトリナオ輸送作戦）のために高雄に到着。31日0900、汐風は駆逐艦梅、楓と共に高雄を出港。ルソン島最北端のアパリへ、アパリ防衛のための高雄陸戦隊や燃料、車両、弾薬を乗せて向かった。輸送部隊は速力24ノットで南下。出撃から2時間後、輸送部隊は偵察のB-24に発見される。これを対空砲火で追い払ったものの、更なる空襲は必至となった。1500、台湾最南端ガランピ岬南方20海里において第14航空軍所属のP-38に護衛された第38爆撃航空団所属のB-2512機と第35戦闘航空団所属のP-474機の空襲を受ける。汐風は至近弾により右舷高低圧タービンと右舷推進軸が損傷して速力低下。乗員4名が負傷した。楓も艦首に被弾し損傷、梅は直撃弾や至近弾を受けて機関部を損傷して航行不能となってしまった。梅の船体は20度ほど傾斜しており、浸水を防ぐ手立ても失われており、梅の生存乗員全員が退艦した後、汐風は梅を砲撃処分（撃沈）した。梅の生存者を乗せた汐風と楓は、作戦の中止を受けて高雄に引き返した。
その後、汐風は基隆に移動し、応急修理を受ける。2月15日、汐風は大湊警備府部隊第1駆逐隊に編入される。翌16日、本土の呉港を目指し北上中であった北号作戦に護衛として参加を命じられるが、暗黒と悪天候もあり、速度を上げる完部隊の艦隊からはぐれてしまった。
19日、汐風は呉に到着し、修理を受ける。この時、汐風は特攻潜水艇回天搭載艦としての改造を受ける。兵装面では、魚雷兵装・三年式6.5mm機銃・機雷関係の設備を全て撤去。主砲も1番主砲を残して撤去した。艦橋直前と2番砲跡、3番砲跡に25mm連装機銃を2基ずつ、合計6基を取り付けた。また、ウェルデッキ両舷、2番煙突部の甲板両舷に1挺ずつ、後甲板両舷に4挺、合計8挺の13mm単装機銃を装備した。艦形面では、艦橋後部最上位置に22号電探を、前部マストに13号電探を装備した他、後部マストを3番砲跡直後に移設し、移設した後部マストよりも後方の上部構造物を撤去。空いたこの部分に回天を縦横2列ずつ、計4艇を搭載した。また、艦尾にスロープを設け、艦尾から回天を発進できるようにした。
3月1日、第1駆逐隊は連合艦隊付属となる。
終戦時、汐風は呉に所在。1945年10月5日に除籍され、同年12月1日に特別輸送艦の指定を受けて復員輸送に従事。その後汐風は解体され、船体は1948年8月25日に福島県小名浜港1号埠頭先端の防砂防波堤として埋設された。汐風や沈船防波堤について解説するプレートが2000年に設置されている他、汐風が埋設されている地点では艦尾部分の一部のみシルエットを囲む形でタイル舗装がなされている。

## 歴代艦長
※『艦長たちの軍艦史』226-228頁、『日本海軍史』第9巻・第10巻の「将官履歴」及び『官報』による。階級は就任時のもの。
艤装員長
- （心得）山本松四 少佐：1920年10月25日[39] - 1920年11月15日[40]
- （心得）高橋為次郎 少佐：1921年4月20日[41] - 1921年6月8日[42]

駆逐艦長
- （心得）高橋為次郎 少佐：1921年6月8日[42] - 1921年12月1日[43]
- 高橋為次郎 中佐：1921年12月1日[43] - 1922年11月20日[44]
- 有地十五郎 中佐：1922年11月20日 -  1923年12月1日
- （心得）白石邦夫 少佐：1923年12月1日[45] - 1924年12月1日[46]
- 神山忠 中佐：1924年12月1日 - 1925年8月25日[47]
- 有馬直 少佐：1925年8月25日[47] -
- 中円尾義三 少佐：1925年9月21日 -
- 有馬直 中佐：不詳 - 1926年12月1日[48] ※同日より予備艦
- （兼）古瀬倉蔵 少佐：1926年12月1日[48] - 1927年6月10日[49]
- 池田七郎 少佐：1927年6月10日 - 1928年12月10日
- 佐藤慶蔵 少佐：1928年12月10日 - 1929年11月1日[50]
- （兼）清水他喜雄 少佐：1929年11月1日[50] - 1930年11月1日[51] ※1929年12月1日より予備艦
- 板倉得止 少佐：1930年11月1日 - 1931年12月1日
- 高間完 中佐：1931年12月1日 - 1932年8月5日
- 新美和貴 少佐：1932年8月5日[52] - 1934年6月1日
- 中島千尋 中佐：1934年6月1日 - 1934年11月1日[53]
- 中村健夫 大尉：1934年11月1日[53] - 1935年11月15日[54]
- 福岡徳治郎 少佐：1935年11月15日 - 1936年12月1日
- 中原義一郎 少佐：1936年12月1日 - 1937年12月1日
- 豊島俊一 少佐：1937年12月1日 - 1938年12月1日[55]
- 有馬時吉 少佐：1938年12月1日 - 1939年3月10日[56]
- 松原瀧三郎 少佐：1939年3月10日[56] - 1939年11月15日[57]
- 小野四郎 少佐：1939年11月15日 - 1940年2月3日 同日より予備艦
- （兼）矢部幸 少佐：1940年2月3日[58] - 1940年10月15日[59]
- 石井汞 少佐：1940年10月15日 - 1941年4月10日[60]
- 種子島洋二 少佐：1941年4月10日 -
- 道木正三 少佐：1942年11月20日 -
- 佐古加栄 少佐：1943年6月5日 -
- 安元至誠 大尉：1944年3月10日 -
- 市瀬信 少佐：1945年6月1日 -
- 河辺忠四郎 少佐：1945年7月15日 -